# NGC 5151
NGC 5151 é uma galáxia espiral (S) localizada na direcção da constelação de Coma Berenices. Possui uma declinação de +16° 52' 26" e uma ascensão recta de 13 horas, 26 minutos e 40,8 segundos.
A galáxia NGC 5151 foi descoberta em 8 de Maio de 1826 por John Herschel.